# San Pablo de Seguries
San Pablo de Seguries o San Pablo de Seguríes (oficialmente y en catalán, Sant Pau de Segúries) es un municipio catalán de la provincia de Gerona situado en la comarca del Ripollés, España. Se encuentra entre Camprodón y San Juan de las Abadesas, rodeado del montes volcánicos erosionados, en el límite con la comarca de La Garrocha. Comprende también el núcleo de La Ral.

## Símbolos
El escudo de San Pablo de Seguríes se define por el siguiente blasón:
«Escudo losanjado: de argén, un valle de sinople sobremontada de una espada de gules. Por timbre, una corona mural de pueblo.»
Fue aprobado el 10 de febrero de 1992 y publicado en el DOGC el 26 del mismo mes. La espada es el atributo de san Pablo, patrón del pueblo. Debajo hay la representación del valle de Ter, donde se levanta la localidad.

## Demografía
San Pablo de Seguries cuenta con una población de 724 habitantes (INE 2024).
| Gráfica de evolución demográfica de San Pablo de Seguries entre 1842 y 2021                                         |
| |
| Población de derecho según los censos de población del INE Población de hecho según los censos de población del INE |